# 魔法少女☆皇れおん（仮）
『魔法少女☆皇れおん（仮）』（まほうしょうじょすめらぎれおんかり）は、桜みさきによる日本の4コマ漫画作品。芳文社『まんがタイムきららMAX』2008年7月号より2009年12月号まで連載。

## ストーリー
皇れおんは男子高校生。なのに母親の手により魔法少女に変身するよう改造されてしまい……。

## 登場人物
皇 れおん（すめらぎ れおん）
主人公。男子高校生だが小さく可愛らしい。科学者（マッドサイエンティスト）である母親の手により魔法少女に変身できるよう改造されてしまう。変身条件はくしゃみもしくは感情の高揚のため、本人の意識とはあまり関係なく変身してしまう。魔法少女になっても魔法が使えるようになるわけではなく、ひたすら恥ずかしいだけである。ただし、母親が開発した反重力装置が搭載されているため、宙に浮くことはできる。母親が家事をしないため、料理等が得意である。
金剛 ささめ（こんごう ささめ）
れおんの幼馴染でクラスメイトの女の子。家は隣で武道場を開いているが、ささめはそれを嫌って家出&れおんの家に居候中。文武両道に秀でており、女子に人気がある。れおんの初変身の場にいたため、その秘密を守ろうと四苦八苦している。
皇 みちる（すめらぎ みちる）
れおんの母親。反重力装置を開発した凄い科学者だが、同時にれおんを魔法少女に変身するよう改造してしまったアブナい人でもある。妙に神出鬼没。
桜園 さくや（さくらぞの さくや）
風紀委員。魔法少女を校内で見掛けたため、それを取り締まろうと追い掛ける。やがて、その正体を知ってれおんを目の敵にするが、ちょっとした危機をれおんに救われ和解。ツンデレ。
さいか
生徒会長だが、さくやが好きだったりれおんの母と意気投合したりできるアブナい感じの人。
なつめ
れおんのクラスメイトで友人。れおんが変身した魔法少女に一目惚れしたが、その魔法少女の正体がれおんにあることには気付いていない。

## 書籍情報
まんがタイムKRコミックスより 単巻
- 2009年11月27日発売 ISBN 978-4-8322-7865-3